# Krągłołuskie
Krągłołuskie, żaglonowe (Cyclosquamata) – nadrząd morskich ryb promieniopłetwych z infragromady doskonałokostnych (Teleostei), obejmujący jeden rząd:
- Aulopiformes – skrzelokształtne, inaczej żaglonokształtne

Należą tu ryby łączące w swojej budowie cechy ryb prymitywnych ewolucyjnie z cechami ryb współczesnych. Zasiedlają wody przybrzeżne oraz głębiny oceanów strefy ciepłej i umiarkowanej.